# Daniel Holgado
Daniel Holgado Miralles (* 27. April 2005 in Alicante) ist ein spanischer Motorradrennfahrer, der aktuell für das CFMoto Aspar Team in der Moto2-Klasse antritt. Zuvor ging er drei Jahre lang in der Moto3-Klasse an den Start, wo er in seiner letzten Saison 2024 vor seinem Aufstieg in die mittlere Kategorie Vizeweltmeister hinter David Alonso wurde.

## Statistik

### Erfolge
- 2021 – FIM CEV Moto3-Junioren-Weltmeister
- 4 Grand-Prix-Siege

### In der Motorrad-Weltmeisterschaft
(Stand: Großer Preis von Österreich, 17. August 2025)
| Saison | Klasse | Team                  | Motorrad | Rennen | Siege | Zweiter | Dritter | Poles | Schn. Runden | Punkte | Ergebnis |
| ------ | ------ | --------------------- | -------- | ------ | ----- | ------- | ------- | ----- | ------------ | ------ | -------- |
| 2021   | Moto3  | CIP Green Power       | KTM      | 1      | –     | –       | –       | –     | –            | 4      | 28.      |
| 2021   | Moto3  | Red Bull KTM Tech3    | KTM      | 2      | –     | –       | –       | –     | –            | 4      | 28.      |
| 2022   | Moto3  | Red Bull KTM Ajo      | KTM      | 20     | –     | –       | 1       | 1     | –            | 103    | 10.      |
| 2023   | Moto3  | Red Bull KTM Tech3    | KTM      | 20     | 3     | 1       | 3       | 1     | 2            | 220    | 5.       |
| 2024   | Moto3  | Red Bull GasGas Tech3 | GasGas   | 20     | 1     | 6       | 1       | 1     | 3            | 256    | 2.       |
| 2025   | Moto2  | CFMoto Aspar Team     | Kalex    | 13     | –     | 1       | –       | –     | –            | 80     | 12.      |
| Gesamt | Gesamt | Gesamt                | Gesamt   | 76     | 4     | 8       | 5       | 3     | 5            | 663    |          |

Grand-Prix-Siege
| Saison | Klasse | Rennen                      |
| ------ | ------ | --------------------------- |
| 2023   | Moto3  | Portugal Frankreich Italien |
| 2024   | Moto3  | Portugal                    |

Einzelergebnisse
| Saison | 1        | 2           | 3           | 4         | 5          | 6          | 7                      | 8           | 9           | 10                     | 11          | 12                     | 13         | 14             | 15         | 16             | 17         | 18             | 19         | 20       | 21       | 22       |
| ------ | -------- | ----------- | ----------- | --------- | ---------- | ---------- | ---------------------- | ----------- | ----------- | ---------------------- | ----------- | ---------------------- | ---------- | -------------- | ---------- | -------------- | ---------- | -------------- | ---------- | -------- | -------- | -------- |
| 2021   | Katar    | Katar       | Portugal    | Spanien   | Frankreich | Italien    | Katalonien             | Deutschland | Niederlande | Steiermark             | Osterreich  | Vereinigtes Konigreich | Aragonien  | San Marino     | USA-Texas  | Emilia-Romagna | Portugal   | \|\| \|\| \|\| |            |          |          |          |
| 2021   |          |             |             |           |            |            | 15                     |             |             |                        |             |                        |            | 20             | 13         |                |            |                |            |          |          |          |
| 2022   | Katar    | Indonesien  | Argentinien | USA-Texas | Portugal   | Spanien    | Frankreich             | Italien     | Katalonien  | Deutschland            | Niederlande | Vereinigtes Konigreich | Osterreich | San Marino     | Aragonien  | Japan          | Thailand   | Australien     | Malaysia   | \|\|     |          |          |
| 2022   | 16       | 9           | 7           | DNF       | DNF        | 9          | 11                     | DNF         | DNF         | 6                      | 6           | NC                     | 8          | 5              | 3          | DNF            | 11         | DNF            | 7          | 10       |          |          |
| 2023   | Portugal | Argentinien | USA-Texas   | Spanien   | Frankreich | Italien    | Deutschland            | Niederlande | Kasachstan  | Vereinigtes Konigreich | Osterreich  | Katalonien             | San Marino | Indien         | Japan      | Indonesien     | Australien | Thailand       | Malaysia   | Katar    | Valencia |          |
| 2023   | 1        | 4           | 5           | 6         | 1          | 1          | 3                      | 25          | C           | 3                      | 2           | 22                     | 16         | 4              | 3          | 14             | 13         | 6              | DNF        | 9        | 8        |          |
| 2024   | Katar    | Portugal    | USA-Texas   | Spanien   | Frankreich | Katalonien | Italien                | Niederlande | Deutschland | Vereinigtes Konigreich | Osterreich  | Aragonien              | San Marino | Emilia-Romagna | Indonesien | Japan          | Australien | Thailand       | Malaysia   | \|\|     |          |          |
| 2024   | 2        | 1           | 2           | 7         | 2          | 6          | 14                     | 11          | 7           | 4                      | 3           | 9                      | 2          | 4              | 6          | 4              | 2          | 12             | DNF        | 2        |          |          |
| 2025   | Thailand | Argentinien | USA-Texas   | Katar     | Spanien    | Frankreich | Vereinigtes Konigreich | Aragonien   | Italien     | Niederlande            | Deutschland | Tschechien             | Osterreich | Ungarn         | Katalonien | San Marino     | Japan      | Indonesien     | Australien | Malaysia | Portugal | Valencia |
| 2025   | 8        | 9           | 8           | 4         | DNF        | 16         | 18                     | DNF         | 15          | 10                     | 12          | 4                      | 2          |                |            |                |            |                |            |          |          |          |

| Legende  | Legende            | Legende                                                          |
| Farbe    | Abkürzung          | Bedeutung                                                        |
| -------- | ------------------ | ---------------------------------------------------------------- |
| Gold     | –                  | Sieg                                                             |
| Silber   | –                  | 2. Platz                                                         |
| Bronze   | –                  | 3. Platz                                                         |
| Grün     | –                  | Platzierung in den Punkten                                       |
| Blau     | –                  | Klassifiziert außerhalb der Punkteränge                          |
| Violett  | DNF                | Rennen nicht beendet (did not finish)                            |
| Violett  | NC                 | nicht klassifiziert (not classified)                             |
| Rot      | DNQ                | nicht qualifiziert (did not qualify)                             |
| Rot      | DNPQ               | in Vorqualifikation gescheitert (did not pre-qualify)            |
| Schwarz  | DSQ                | disqualifiziert (disqualified)                                   |
| Weiß     | DNS                | nicht am Start (did not start)                                   |
| Weiß     | WD                 | zurückgezogen (withdrawn)                                        |
| Hellblau | PO                 | nur am Training teilgenommen (practiced only)                    |
| Hellblau | TD                 | Freitags-Testfahrer (test driver)                                |
| ohne     | DNP                | nicht am Training teilgenommen (did not practice)                |
| ohne     | INJ                | verletzt oder krank (injured)                                    |
| ohne     | EX                 | ausgeschlossen (excluded)                                        |
| ohne     | DNA                | nicht erschienen (did not arrive)                                |
| ohne     | C                  | Rennen abgesagt (cancelled)                                      |
| ohne     | keine WM-Teilnahme |                                                                  |
| sonstige | P/fett             | Pole-Position                                                    |
| sonstige | 1/2/3/4/5/6/7/8    | Punktplatzierung im Sprint-/Qualifikationsrennen                 |
| sonstige | SR/kursiv          | Schnellste Rennrunde                                             |
| sonstige | *                  | nicht im Ziel, aufgrund der zurückgelegten Distanz aber gewertet |
| sonstige | ()                 | Streichresultate                                                 |
| sonstige | unterstrichen      | Führender in der Gesamtwertung                                   |